# Daniel Zillmann

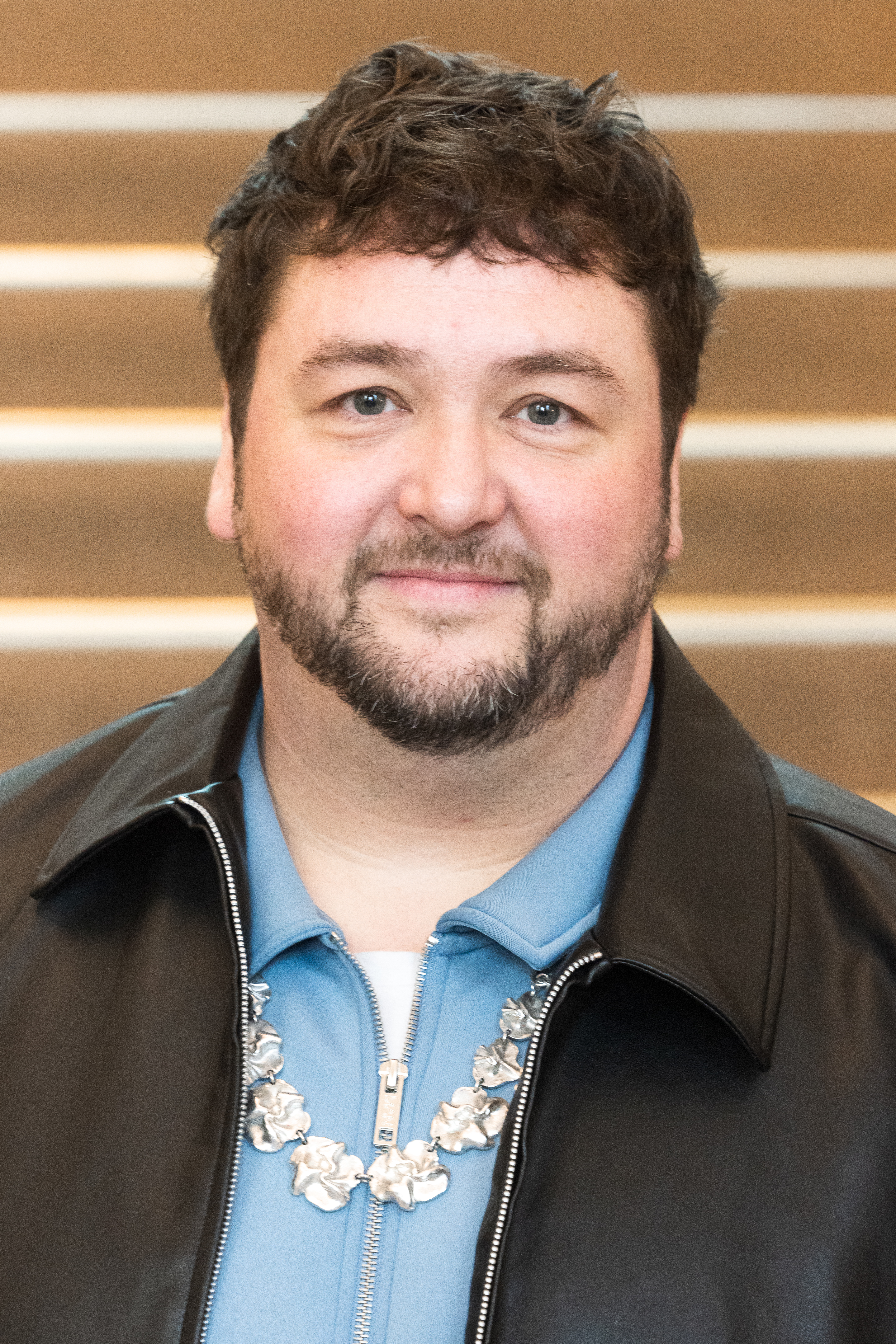
Daniel Zillmann (2024)

Daniel Zillmann (* 18. Januar 1981 in West-Berlin) ist ein deutscher Schauspieler, Synchronsprecher und Sänger.

## Leben
Daniel Zillmann wuchs als Sohn von Krankenpflegern in Berlin-Neukölln auf. Er absolvierte eine Schauspielausbildung bei Kristiane Kupfer am Special Coaching Actors Studio in Berlin und gab 2005 sein Kinodebüt in Leander Haußmanns Film NVA.
2006 spielte er in der auf wahren Begebenheiten beruhenden Komödie Schwere Jungs unter der Regie von Marcus H. Rosenmüller in der Rolle des Toni ein Mitglied eines Bobteams, das an den Olympischen Winterspielen 1952 teilnimmt. Außerdem war er als Satanist Arnold in dem Episodenfilm Schwarze Schafe zu sehen. 2008 übernahm er die Hauptrolle des chaotischen Musikers Nick in der interaktiven Pro7-Comedy-Serie Check It Out. 2009 war er an der Seite von Teresa Weißbach und Sebastian Ströbel in dem Mysterythriller Gonger – Das Böse vergisst nie zu sehen. In dem ARD-Märchenfilm Die kluge Bauerntochter (2009) spielte er die komische Rolle des Vetters, der nach dem Königsthron giert.
Zillmann hatte von 2007 bis 2008 eine durchgehende Serienhauptrolle in der Krimiserie Deadline – Jede Sekunde zählt, wo er als Schmidt ein Mitglied des vierköpfigen Kriseninterventionsteams spielte, und hatte eine wiederkehrende Serienrolle als Streifenpolizist Stefan Mahler in der ZDF-Serie KDD – Kriminaldauerdienst (2007–2008). Er übernahm weiterhin verschiedene Episodenrollen in weiteren Fernsehserien, unter anderem in Im Namen des Gesetzes (2008), Doctor’s Diary und Der letzte Bulle (2013).
Weitere Rollen in Kinofilmen wie Buddy von Bully Herbig, Zettl von Helmut Dietl, Heute bin ich blond von Marc Rothemund, Sommer in Orange von Marcus H. Rosenmüller, Die Wilden Kerle 6 von Joachim Masannek, Die Vampirschwestern 3 von Tim Trachte und zahlreiche Fernsehproduktionen folgten.
Von 2011 bis 2013 gehörte er zum festen Ensemble der von Dennis Prinz moderierten Talk-Sendung Schaumschau.
Außerdem wirkte Zillmann in mehreren Kurzfilmen und Hochschulfilmen mit. Neben seiner Tätigkeit als Schauspieler arbeitet Zillmann auch als Synchronsprecher und Sprecher für Hörspiele, so unter anderem für die Hörspielfassung zu dem Film 13 Semester. In dem Computeranimationsfilm Baymax – Riesiges Robowabohu (2015) spricht er die Rolle Wasabi No-Ginger (Stimme von Damon Wayans Jr.). Als Synchronsprecher ist er unter anderem in Merida – Legende der Highlands, Zoomania als Clawhauser sowie in Hotel Transsilvanien, Hotel Transsilvanien 2 und Hotel Transsilvanien 3 als Murray zu hören.
2015 stand Daniel Zillmann als Tobias Preuss für den ZDF-Mehrteiler Der gleiche Himmel von Oliver Hirschbiegel vor der Kamera, der 2017 auf der Berlinale seine Premiere hatte. Im Jahr 2017 übernahm Zillmann die Rolle des David Paschulke in der Serie Löwenzahn und hat dort seitdem wiederkehrende Auftritte.
Er war der Leadsänger der Band Norma Jeane Baker und Mitglied des Berliner Künstlerkollektivs „HüKST“, mit dem er unter anderen die Serie Crème Frech entwickelte und neben Maxim Mehmet eine der Hauptrollen übernahm. Zillmann hatte sich mit der Produzentin und Songautorin Luci van Org für das Musikprojekt KiNG MAMI zusammengeschlossen. Auf der Fotogena-Tour 2018/2019 der Band Laing war KiNG MAMI der Support. In der Zeit zwischen den Dreharbeiten und dem Theater nahm er im Studio Lieder für ein kommendes Album auf. Am 22. November 2019 wurde mit My Time das erste offizielle Musikvideo von KiNG MAMI veröffentlicht.
Für seine Rolle als Ork Ogrosch in der Webserie World of Wolfram wurde er beim Los Angeles Web Series Festival 2017 (LAWEBFEST) in der Kategorie „Outstanding Actor“ nominiert.
Seit 2019 schreibt Daniel Zillmann für das deutsche Curvy Magazin die Kolumne „MY FABULOUS LIFE AS A FAT ACTOR“.
Im Februar 2021 outete sich Zillmann im Rahmen der Initiative #actout im SZ-Magazin mit 184 anderen lesbischen, schwulen, bisexuellen, queeren, nicht-binären und trans* Schauspielern.

## Theater
Seit 2014 ist Daniel Zillmann regelmäßig im Theater zu sehen. An der Volksbühne am Rosa-Luxemburg-Platz übernahm Zillmann in der Frank-Castorf-Inszenierung von Henrik Ibsens Schauspiel Baumeister Solness die Doppelrolle Frau Solness/Ragnar Brovik und wurde vom Feuilleton anschließend u. a. als „Entdeckung des Abends“ gefeiert. Ebenfalls unter der Regie von Frank Castorf spielte Daniel Zillmann den Alexej in Dostojewskis Die Brüder Karamasow neben Marc Hosemann (als Dmitrij), Alexander Scheer (Iwan), Sophie Rois (Pawel Smerdjakow) und Hendrik Arnst (der alte Karamasow). Das Stück hatte bei den Wiener Festwochen im Mai 2015 seine Premiere. Am 25. Februar 2017 hatte Daniel Zillmann mit dem Stück Ich kann nicht mehr am Schauspielhaus Hamburg seine Premiere; es war seine zweite Zusammenarbeit mit dem Regisseur René Pollesch. Im März 2017 fand die Premiere von Frank Castorfs Faust mit Zillmann als Monsieur Bordenave an der Volksbühne Berlin statt. Im Juni 2017 sprang Zillmann kurzfristig für einen erkrankten Kollegen in Castorfs letzter Volksbühnen-Inszenierung von Dostojewskis Novelle Das schwache Herz ein. Nach nur einer Probe spielte Daniel Zillmann die Premiere und erhielt durchweg sehr positive Kritiken in der Presse.

## Filmografie (Auswahl)

### Kinofilme
- 2004: Königreich der Jugend (Kurzfilm)
- 2004: Alles in Ordnung (Kurzfilm)
- 2005: NVA
- 2006: Schwarze Schafe
- 2006: Wo ist Fred?
- 2006: Schwere Jungs
- 2007: Mörderischer Frieden
- 2007: Rabenmutter (Kurzfilm)
- 2007: Good Vibrations (Kurzfilm)
- 2008: Berlin am Meer
- 2008: Armer Schwarzer Kater (Kurzfilm)
- 2008: Finnischer Tango
- 2009: 13 Semester
- 2008: Die Folgen der Schwangerschaft einer Kampfrichterin (Kurzfilm)
- 2010: Borschtsch (Kurzfilm)
- 2010: Das Leben ist zu lang
- 2010: Ein schönes Lied (Kurzfilm)
- 2010: St. Christophorus: Roadkill (Kurzfilm)
- 2011: Sommer in Orange
- 2012: Bis zum Horizont, dann links!
- 2012: Zettl
- 2013: Heute bin ich blond
- 2013: Buddy
- 2015: Ich und Kaminski
- 2015: Heil
- 2015: Tod den Hippies!! Es lebe der Punk
- 2016: Die wilden Kerle – Die Legende lebt!
- 2016: Die Vampirschwestern 3 – Reise nach Transsilvanien
- 2016: Die letzte Sau
- 2017: Blind & Hässlich
- 2018: Mein Bruder heißt Robert und ist ein Idiot
- 2018: Kalte Füße
- 2020: Die Känguru-Chroniken
- 2021: Mein Sohn
- 2022: Schlussklappe
- 2022: Die Känguru-Verschwörung
- 2023: Geschlechterkampf – Das Ende des Patriarchats
- 2025: Das Kanu des Manitu

### Fernsehen
- 2001: Wolffs Revier
- 2002: Absolut das Leben
- 2003: Seventeen – Mädchen sind die besseren Jungs
- 2006: Schüleraustausch – Die Französinnen kommen
- 2006: Liebe der Lieblosen
- 2007–2008: KDD – Kriminaldauerdienst
- 2007–2008: Deadline – Jede Sekunde zählt
- 2008: Die Zeit, die man Leben nennt
- 2008: Im Namen des Gesetzes
- 2008: Check it out
- 2008: Machen wir’s auf Finnisch
- 2008: Gonger – Das Böse vergisst nie
- 2008: Plötzlich Papa – Einspruch abgelehnt!
- 2009: Mörder kennen keine Grenzen
- 2009: Die kluge Bauerntochter
- 2009: Kill your Darling
- 2010: Tatort: Weil sie böse sind
- 2011: Lindburgs Fall
- 2011: Alarm für Cobra 11 – Die Autobahnpolizei: Die Verschwörung
- 2012: Willkommen im Krieg
- 2012: Der Turm
- 2012: Bella Block: Unter den Linden
- 2012: Notruf Hafenkante: Es grünt so grün
- 2012: Mörderische Jagd
- 2013: Der letzte Bulle
- 2013: Bully macht Buddy
- 2014: Wilsberg: Mundtot
- 2015: Tatort: Niedere Instinkte
- 2015: Heiraten ist nichts für Feiglinge
- 2016: Treffen sich zwei
- 2017: Der gleiche Himmel
- 2017: Ein Dorf rockt ab
- 2017: Der König von Berlin
- seit 2017: Löwenzahn (Fernsehserie)
- 2018: Tanken – mehr als Super (Fernsehserie)
- 2018: Böhmermanns perfekte Weihnachten, Neo Magazin Royale – Special
- 2018: Tatort: Murot und das Murmeltier
- 2018: Schattengrund – Ein Harz-Thriller
- seit 2019: Andere Eltern (Fernsehserie)
- 2019: Rampensau (Fernsehserie)
- 2020: Falk: Kampf gegen Windmühlen (Fernsehserie)
- 2020: Liebe. Jetzt! (Fernsehserie)
- 2021: Immer der Nase nach
- 2021: Kroymann (Satiresendung, 1 Folge)
- 2021: Zwerg Nase
- seit 2022: Ich dich auch! (Fernsehserie, bisher 3 Staffeln)
- 2022: Hübsches Gesicht (Fernsehserie)
- 2023: Luden (Fernsehserie)
- 2023: Drift: Partners in Crime (Fernsehserie, 2. Staffel)
- 2024: Tatort: Der Fluch des Geldes
- 2024: Beasts Like Us (Fernsehserie)
- 2024: Die Notärztin: Der ganz normale Wahnsinn (Fernsehserie)
- 2024: Viktor Bringt's: So schön schon (Fernsehserie)

### Synchronarbeiten
- 2012: Merida – Legende der Highlands (Junger MacGuffin)
- 2012: Hotel Transsilvanien (Murray)
- 2013: Das erstaunliche Leben des Walter Mitty (Adrian Martinez)
- 2014: Guardians of the Galaxy (Korath)
- 2014: Baymax – Riesiges Robowabohu (Wasabi)
- 2014: Maze Runner – Die Auserwählten im Labyrinth (Frypan für Dexter Darden)
- 2015: Ninjago (Chope für Ian Hanlin)
- 2015: Hotel Transsilvanien 2 (Murray)
- 2015: Home – Ein smektakulärer Trip (Kyle)
- 2015: Mune – Der Wächter des Mondes (Necross)
- 2015–2019: Hawaii Five-0 (Jerry Ortega)
- 2016: Zoomania (Clawhauser)
- 2017: Haikyu!! (Kaname Moniwa)
- 2017: Ninjago (Kommandant Raggmunk für Michael Adamthwaite)
- 2018: Spider-Man: A New Universe (Peter Porker/Spider-Ham)
- 2018: Hotel Transsilvanien 3 (Murray)
- 2018: Aquaman (Cue Ball)
- 2018–2021: Baymax – Robowabohu in Serie (Wasabi)
- 2019: Captain Marvel (Korath)
- 2019: Der König der Löwen (Pumbaa)
- 2020: Soul (Terry)
- seit 2020: Jujutsu Kaisen (Panda)
- 2021: What If…? (Korath)
- 2022: Hotel Transsilvanien – Eine Monster Verwandlung (Murray)
- 2022: Lego Star Wars: Sommerurlaub (Finn)
- 2022: JoJo’s Bizarre Adventure: Diamond is Unbreakable (Okuyasu Nijimura)

## Theaterrollen
- 2012: Bossi & Herzi – Die Pressekonferenz (Rolle: Herzi; Regie: Jeana Paraschiva; Theater: HAU)
- 2014: Baumeister Solness (Rolle: Frau Solness und Ragnar; Regie: Frank Castorf; Theater: Volksbühne Berlin)[24]
- 2015: Die Brüder Karamasow (Rolle: Aljoscha; Regie: Frank Castorf; Theater: Volksbühne Berlin/Wiener Festwochen)
- 2016: Troja (Regie: Esther Preußler; Theater: Volksbühne Berlin)[25]
- 2016: Die Kabale der Scheinheiligen. Das Leben des Herrn de Molière (Rolle: Zacharie Moyron; Regie: Frank Castorf; Volksbühne Berlin)[26]
- 2016: Service/No service (Regie: René Pollesch; Volksbühne Berlin)[27]
- 2017: Ich kann nicht mehr (Regie: René Pollesch; Schauspielhaus Hamburg)[28]
- 2017: Faust (Rolle: Monsieur Bordenave; Regie: Frank Castorf; Volksbühne Berlin)[29]
- 2017: Reise nach Petuschki (Regie: Sebastian Klink; Volksbühne Berlin)[30]
- 2017: Ein schwaches Herz (Rolle: Ivan der Schreckliche, Hausmeister Bunscha, Bobok; Regie: Frank Castorf; Volksbühne Berlin)[31]
- 2018: Der haarige Affe (Regie: Frank Castorf; Deutsches Schauspielhaus Hamburg)
- 2022: SMAK! SuperMacho AntiKristo (Regie: Khavn De La Cruz, Volksbühne Berlin)[32]
- 2022: Auslöschung. Ein Zerfall (Rolle, Franz-Josef Murau, Amalia; Regie: Karin Henkel; Deutsches Theater Berlin)

## Hörspiele
- 2014: Jörg Buttgereit: Das Märchen vom unglaublichen Super-Kim aus Pjöngjang – Regie: Jörg Buttgereit (Hörspiel – WDR)
- 2018/2021: Axel Ranisch und Paul Zacher: Anton & Pepe – Eine Hörspielserie in 5 Folgen – Regie: Axel Ranisch (Hörspiel – NDR Kultur)
- seit 2019: Patrick Holtheuer: Oscar Wilde & Mycroft Holmes (seit Folge 21, Boleskine House). Maritim-Verlag sowie in den weiteren Serien des Maritim-Kosmos als Aleister Crowley
- 2020: Hermann Bohlen: Der Home-Officer – Eine Hörspielserie in 5 Folgen – Regie: Judith Lorentz (Deutschlandfunk Kultur)